# Nikon D200
La Nikon D200  és una càmera fotogràfica DSLR produïda per Nikon i orientada a l'usuari professional. Va ser posada en venda el novembre del 2005.
Incorpora un sensor CCD APS-C de 10,2 megapíxels. Aquesta càmera omple el buit entre les càmeres professionals Nikon 2DX i Nikon D70.
Aquest model va substituir a la Nikon D100. El 2009 va ser substituïda per la D300.

## Característiques
Les seves característiques més destacades són:
- Sensor d'imatge CCD de 10,2 megapíxels
- Disparo continu de 5 imatges per segon
- Sensibilitat ISO: 100-3.200
- Pantalla LCD de 2,5" amb una resolució de 230.000 píxels
- Cos de magnesi (830 grams)
- 11 punts d'autofocus
- Emmagatzematge en targetes CF I i II, Microdrive
- Batería EN-EL3e

## Diferències respecte a la D100
- Resolució del sensor d'imatge: 10,2 megapíxels, en lloc de 6,1 megapíxels[6]
- Més ISO màxima: 3.200 ISO, en lloc de 1.600 de màxima
- Ràfega: 5 fps en lloc de 3fps
- Pantalla LCD: 2,5" amb 230.000 píxels, en lloc d'1,8" amb 118.000 píxels
- La D200 està segellada, mentre que la anterior no ho està